# Piendamó
Piendamó es un municipio colombiano ubicado en el departamento del Cauca perteneciente al área metropolitana de Popayán. La población del municipio está distribuida principalmente entre la cabecera municipal y el corregimiento de Tunía.
Los días miércoles, viernes y especialmente los sábados son días de mercado en Piendamó, bastante concurrido y visitado por los indígenas guambianos. A su vez, Piendamó es un sitio de escala para aquellos turistas que vienen de las ciudades de Cali o Popayán a con destino a la población de Silvia.
Uno de sus principales atractivos turísticos son el santuario de la santísima virgen de Piendamó, el puente del ferrocarril,el mirador del aguapanelaso.También atrae mucho sus hermosos paisajes y lugares en todo el pueblo.

## Historia
El Municipio de Piendamó toma su nombre del cacique “Piemdamú”, líder indígena de la región. 
“La población de Tunia figura en los anales de la historia desde el siglo XVI época en que la región era habitada por los indígenas Piendamó, Tunía y con gran influencia de los Pubenenses que conformaban una gran confederación. 
En 1.535 se instaura la primera encomienda en la región de Tunía y posteriormente otras en el sitio de Piendamó, figurando como encomenderos Sebastián de Belalcázar, Francisco de Arévalo, Pedro de Matta y Pedro de Velasco. En el siglo XIX, Tunía figuraba como parte del Cantón de Pitayó y a finales del mismo (1.892), como dependiente del Municipio de la Provincia de Popayán.
En 1.914, se ratifica la creación del Municipio de Tunía señalando sus límites así: por el Norte con los Municipios de Caldono y Buenos Aires, por el Sur con los Municipios de Cajibío y Totoró, por el Occidente con el Municipio de Morales y por el Oriente con el Municipio de Silvia. Hasta comienzos del siglo veinte, Tunía alcanzó un importante desarrollo poblacional y económico, fortaleciéndose con la presencia de la sede administrativa, judicial y eclesiástica de la región. 
En el año de 1.917, se inicia la construcción de las líneas del ferrocarril que unieron a la ciudad de Cali con Popayán, aprobándose el trazado por el sitio donde hoy está Piendamó. Las primeras locomotoras llegaron a la localidad a comienzos de 1.924 y con ellas una gran cantidad de comerciantes, inmigrantes de colonizadores del Departamento del Valle y del eje cafetero. 
La construcción de un puente metálico sobre el río Piendamó y de un túnel contiguo a este, demoró el paso del tren hasta Popayán, razón por la cual en el sitio de Piendamó se construyó una estación y un campamento para los obreros, además de un triángulo que permitía el regreso del tren hasta Cali.
Esto posibilitó la formación de un importante mercado regional pues a él concurrían comerciantes y compradores del Valle y de las poblaciones como Cajibío, Silvia, Morales, Caldono, Tunía y Popayán. 
Un destacado habitante de la región era el señor Pedro Antonio Sandoval, próspero agricultor y colaborador de los moradores de la zona, además propietario de la gran mayoría de tierras en donde se daban estos inicios de progreso regional. Don Pedro Antonio donó los terrenos para la construcción de las primeras obras ferrocarrileras, como también para la instalación de una pequeña plaza de mercado en donde se inició en firme el desarrollo comercial y poblacional; demás de ello el Señor Sandoval donó terrenos para otras obras como la capilla, e impulsó el poblamiento mediante la venta de lotes para la construcción de viviendas. Por estas y otras razones altruistas se considera al señor Pedro Antonio Sandoval, como fundador de la población de Piendamó, cuya fecha exacta de fundación es la del siete (7) de agosto de 1.924, fecha en la que anual y tradicionalmente se conmemora un nuevo aniversario y se realizan las ferias y fiestas.
No obstante lo anterior, las actuales y futuras generaciones de Piendamoneños deben reconocer el valioso aporte a la construcción del desarrollo que hoy se tiene, al ferrocarril del Pacífico, como elemento dinamizador del progreso que hoy hace de Piendamó una de las poblaciones más jóvenes de la región y con más avance que mostrar. La creación del mercado regional, el crecimiento poblacional y el progreso en todos los ámbitos, generó un movimiento para buscar el traslado de la cabecera Municipal, que estaba en Tunía, a la población de Piendamó. 
Con la expedición de la Ordenanza n.º 10 del 2 de abril de 1934, se ratifica el traslado, situación que generó algunos incidentes entre los habitantes de ambos lugares, en adelante el Municipio tomó el nombre de Piendamó - Tunía. 
La construcción de la Carretera Panamericana unida al paso de la red férrea, convirtió a Piendamó en un puerto terrestre que aceleró su desarrollo. Pero tal vez el factor más importante e influyente en este proceso fue el de las gentes que nacidas aquí o venidas de cualquier otro lugar, aportaron todo su talento y colaboración para tener el Municipio que hoy se tiene.

## Servicios públicos
- Energía Eléctrica: Compañía Energética de Occidente, es la empresa prestadora del servicio de energía eléctrica.
- Gas Natural: Alcanos de Colombia, es la empresa distribuidora y comercializadora de gas natural en el municipio.